# Ophion picocuba
Ophion picocuba är en stekelart som beskrevs av Fernandez Triana 2005. Ophion picocuba ingår i släktet Ophion och familjen brokparasitsteklar. Inga underarter finns listade i Catalogue of Life.